# Grabfeld-Formation
Die Grabfeld-Formation (ältere Begriffe sind Gipskeuper oder Unterer Gipskeuper und Salzkeuper) ist eine lithostratigraphische Formation des Mittleren Keupers in der Germanischen Trias. Die lithostratigraphische Einheit wird von der Erfurt- und Grafenwöhr-Formation unterlagert und von der Stuttgart-Formation überlagert. In den Randbereichen zum Vindelizischen Land verzahnt sie sich mit der Benk-Formation.

## Definition
Die Untergrenze der Grabfeld-Formation ist in Nord- und Süddeutschland die Oberkante des Grenzdolomits. Die Obergrenze bildet die Diskordanzfläche der Stuttgart-Formation. Die Grabfeld-Formation ist typischerweise aus zyklischen Ablagerungen von Tonsteinen und Evaporiten aufgebaut. Charakteristisch sind die bunten Tonsteine, dolomitische Mergelsteine und eingelagerten Gipsknollen. In den Beckenzentren in Norddeutschland wurden fünf Steinsalzlager durch Bohrungen nachgewiesen. Die Mächtigkeit beträgt durchschnittlich etwa 150 bis 200 m, in Grabenzonen werden auch 300 bis 400 m erreicht. Im Glückstadt-Graben werden wohl Werte von über 2000 m Mächtigkeit erreicht, in Schwellengebieten sind es dagegen oft nur 90 m. In Süddeutschland variiert die Mächtigkeit von 140 m bis 0 m an den Beckenrändern zum Vindelizischen Land hin. Die Grabfeld-Formation wird in das Ladinium (oberes Langobardium-Unterstufe) bis Karnium (Cordevolium-Unterstufe) datiert. Dies entspricht in der Geochronologie dem Zeitraum von etwa 232,5 bis 229 Millionen Jahren. Die Typlokalität der Grabfeld-Formation liegt im Grabfeld, einer Landschaft im fränkisch-thüringischen Grenzgebiet. Das Typusprofil ist eine Bohrung bei Heldburg.

## Gliederung

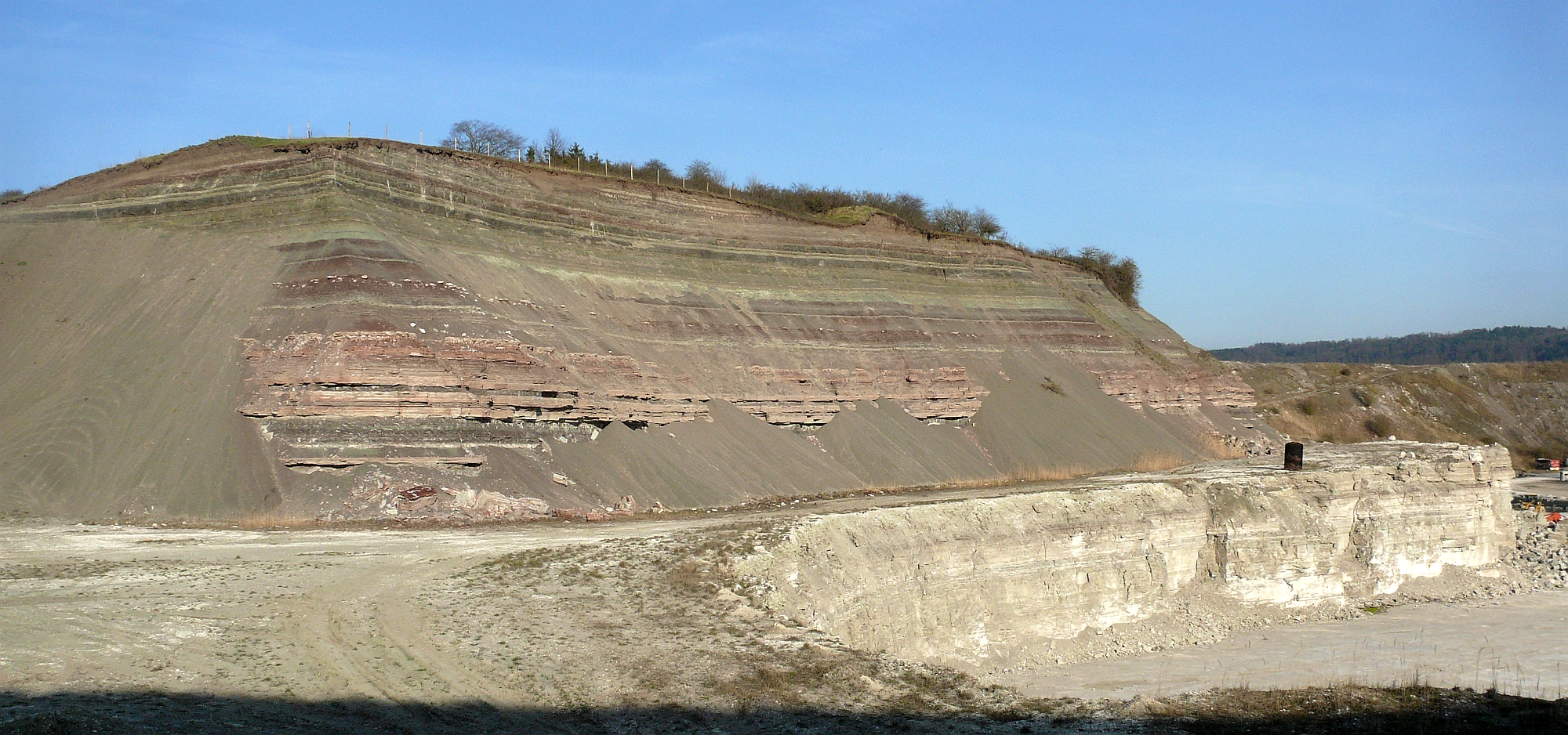
Gipsbruch am Äulesberg bei Vellberg:
Grundgips, Bochinger Horizont, Dunkelrote Mergel, Bleiglanzbank und Mittlerer Gipshorizont

Die Grabfeld-Formation ist bisher noch nicht verbindlich in Subformationen unterteilt worden. Allerdings ist bereits in Norddeutschland eine Subformationsgliederung in Gebrauch, deren Verwendung bereits empfohlen wird.:
- Bredenborn-Subformation
- Oldenburg-Subformation
- Vogelsang-Subformation
- Hummersen-Subformation
- Mönchsberg-Subformation
- Vörden-Subformation
- Elbrinxen-Subformation
- Löwendorf-Subformation

Die Grabfeld-Formation kann in acht Kleinzyklen unterteilt werden.

## Ablagerungsraum
Die Grabfeld-Formation enthält im zentralen Teil des Beckens mächtige Evaporite, die in großen kontinentalen Salzseen entstanden sind. Mariner Einfluss wird jedoch ebenfalls diskutiert. In Norddeutschland wurde in fünf Zyklen Steinsalz abgelagert, in den mehr randlichen Bereichen Anhydrit. Möglicherweise ist die ursprüngliche Verbreitung des Steinsalz durch tiefgründige Auslaugung stark reduziert.

## Fossilien
Die Grabfeld-Formation ist extrem fossilarm; die Fossilführung beschränkt sich auf die dolomitischen Mergelsteine, die gelegentlich Muscheln führen. Weiter wurden Muschelschaler (Conchostraca) und Fischreste gefunden.